# Odense Herred
Odense Herred var et herred i Odense Amt. Herredet hørte indtil 1662 til Odensegård Len, og derefter Odensegård Amt indtil det ved reformen af 1793 blev en del af Odense Amt.

## Sogne i herredet
I herredet ligger følgende sogne:
| - Ansgars Sogn - Bellinge Sogn - Bolbro Sogn - Broholm Sogn - Brylle Sogn - Brændekilde Sogn - Dalum Sogn - Dyrup Sogn - Fangel Sogn - Fredens Sogn - Hans Tausens Sogn - Hjallese Sogn - Korsløkke Sogn - Korup Sogn - Munkebjerg Sogn - Næsby Sogn | - Næsbyhoved-Broby Sogn - Graabrødre Kloster Kirkedistrikt - Paarup Sogn - Sanderum Sogn - Sankt Hans Sogn - Sankt Knuds Sogn - Stenløse Sogn - Thomas Kingos Sogn - Tommerup Sogn - Ubberud Sogn - Verninge Sogn - Vissenbjerg Sogn - Vollsmose Sogn - Vor Frue Sogn |